# Gypona cartwrighti
Gypona cartwrighti är en insektsart som beskrevs av Delong 1980. Gypona cartwrighti ingår i släktet Gypona och familjen dvärgstritar. Inga underarter finns listade i Catalogue of Life.